# Андрушко Богуновић
Андрушко Богуновић (лат. Andruschus Laurice de Bogun dictus Nemagna) је био угледни дубровачки трговац из прве половине 15. века, који је пословао широм српских земаља у оквирном периоду од око 1399. до око 1436. године. Био је син трговца Лаврентија Богуновића, који се доселило у Дубровник средином 14. века, а потицао је из засеока Немања у околини Пљеваља. Око 1420. године, Андрушко је усвојио придевак Немања, а његови потомци су потом усвојили и презиме Немањић, које није имало никакве везе са старом српском династијом Немањића, већ је било повезано са раније поменутим местом из старог завичаја. Традиција о пљеваљском пореклу ове породице (итал. La fameglia Nemagna trahe origine da Pleuglie terra nel ducato di Herzegovina) забележена је у позном генеалошком спису из 18. века, који је у историографији познат као Чингријина генеалогија.
Иако Андрушко и његови сродници нису били чак ни дубровачки племићи, већ само грађани и угледни трговци, поједини публицисти су на основу сличности њиховог касније забележеног породичног надимка (Немања) са презименом српске династије Немањића покушали да докажу наводну генеалошку повезаност те породице са старом српском династијом.

## Биографија
Андрушко је био син дубровачког трговца Лаврентија Богуновића и његове супруге Драже. Отац му је умро око 1380. године, а мати нешто касније. Пошто му је отац био познат и као Лаврица (деминутив од имена Лаврентије), Андрушко се у појединим изворима помиње и под патронимиком Лавричић (Andrusco de Laurichich).
Андрушко је био рођен у другој половини 14. века, а оженио се Марушом, ћерком Илије Предојевића, познатог дубровачког трговца са краја 14. века. Са њом је имао седморо деце: три сина (Ловрица, Илија и Никша) и две ћерке (Дражула и Радула), док за двоје деце имена нису остала забележена. Андрушко је имао и стрица Сергија, који је такође био угледни трговац.
Као и остали чланови исте породице, Андрушко није био дубровачки племић, већ је припадао елитним круговима дубровачког грађанства, а био је и члан угледне дубровачке трговачке братовштине, која је првобитно била позната као братовштина Св. Духа и Св. Спаса, а касније као братовштина Светог Антуна.
Већ на крају 14. века, он ће постати веома богат и угледан грађанин. На то указује податак да је 1399. године, код поделе земље дубровачкој властели и малом броју најугледнијих грађана у Сланском приморју он добио једну четвртину (quarta una) земље у десетини Милтена Прибојевића у селу Маликову.
Већ током првих година 15. века, Андрушко је своје пословање усмерио на српске земље, где је извозио со, а оданде увозио коже и восак. Према уговору насталом 22. јуна 1405. године, Срби сточари (читај: Власи) Пилатовићи, преузели су од Андрушка Лавричића (лат. Andrusco de Laurichich) дванаест товара соли и обавезали се да ће их превести до Устиколине у року од девет дана. Касније (од 1432. године), Андрушко је припадао елитном кругу дубровачке грађанске класе Антунина (водећа лаичка братовштина).
Андрушко Лавричин (лат. Andruscho de Laurica) је боравио и трговао у Фочи. Као угледни члан дубровачке заједнице у овом граду, именован је 28. фебруара 1414. године за судију у Фочи у спору између Дубровчана.
Вођен жељом за уноснијим пословима и већом зарадом, пословао је и у Приштини. У то време Приштина је била, захваљујући близини рудника Ново Брдо, Трепче и Јањева, већ увелико познати регионални центар за трговину племенитим металима, а самим тим и стециште како страних, тако и домаћих трговаца. Дубровчани су у овом Граду имали своју бројну колонију. Андрушка налазимо у Приштини крајем 1420. године. Он је 25. новембра 1420. године именован за члана Судске комисије у својству судије. У Приштини је боравио и радио наредних четрнаест година, односно до 1433. године, а обављао је послове и у Јањеву и Новом Брду.
Главни предмет његове трговине било је сребро. Све време је учествовао у раду судских комисија, појављујући се као судија чак петнаест пута, а само неколико пута као тужитељ или тужени.
Андрушко и његов син Ловрица, били су сарадници браће Кабужић, познатих извозника племенитих метала из Србије и Босне у прекоморске земље, а најчешће у Венецију. Породица Богуновић је започела сарадњу са браћом Кабужић још пре 1426. године. Они су набављали гламско сребро у Србији, а потом га слали у Дубровник браћи Кобужић.
Андрушко се помиње у Приштини 8. јануара 1433. године, као један од судија у спору вођеном између двојице Дубровчана.
Задњи пут се спомиње у Дубровнику три године касније (1436), када је регистрован његов тестамент у дубровачкој канцеларији, може се претпоставити да је недуго затим и умро.

## Потомство
Андрушко је током двадесетих година 15. века укључио своје синове Никшу и Ловрицу у трговачке послове. Приликом прерасподеле имања у Конавлима током 1423. и 1427. године, Андрушко и његови синови Никша и Ловрица добили су значајан земљишни посед (20.160m²).
Почетком тридесетих година 15. века, Никша и Ловрица су дошли у Приштину, где су остали и радили дуги низ година. На основу одлука Малог већа, видимо да је Никша радио у Приштини петнаест година (1434-1448), а његов брат Ловрица четрнаест година (1435-1448). За сво ово време веома често су учествовали у раду судских комисија.
Никша је биран двадесет и девет пута за судију и једанпут за конзула, а Ловрица седамнаест пута за судију, док се обојица јављају око педесет пута, појединачно или заједно, као тужитељи и тужени.
Никша и Ловрица су трговали сребром и кредитним трансакцијама, а своје послове су ширили и ван Приштине на Ново Брдо, Зворник и Сребреницу.
Када је у јужном делу српске деспотовине дошло до комешања и честих смена власти (српских и турских), Дубровчани нису бирали средства да одрже своје тамошње трговинске позиције. Када се 1440. године очекивало да Иса-бег уђе у Приштину, тројица Дубровчана (Никша Андрушковић, Богета Миловановић и Стефан Радулиновић) наређују свим члановима дубровачке трговачке колоније, да свечано дочекају и изађу пред бега на коњима. Уколико се неко оглуши на ову наредбу, кривци ће морати да плате глобу од 5 перпера. Пошто нису сви Дубровчани хтели да изађу ова тројица су присилно наплаћивали глобу. У тој страховлади Никше и његових пријатеља страдао је (одузет му је део имовине) чак и Никшин брат од стрица Богдан.
Никша се у Приштини последњи пут спомиње 9. априла 1448. године, а његов брат Ловрица 7. августа 1448. године. Може се само претпоставити да су Приштину напустили непосредно пре или непосредно после битке између угарско-српске војске и Турака, која се одиграла 19. октобра 1448. године на Косову, а коју су изгубили хришћани.
Браћа Никша и Ловрица, поред економског богаћења, стицали су све већи и већи углед у дубровачком друштву. То се примећује из прегледа поделе новостечених земљишних поседа у Конавлима 1423 и 1427. године, јер се ту појављују међу најугледнијим дубровачким грађанима. Браћа Никша и Ловрица примљени су 1430. године у лаичку братовштину Антунина.